# アンドロメダ座ウプシロン星
アンドロメダ座υ星（アンドロメダざウプシロンせい）は、アンドロメダ座の方角に約44光年の位置にある連星である。主星（アンドロメダ座υ星A）は太陽より若干若いF型主系列星で、伴星（アンドロメダ座υB）は、赤色矮星である。
2008年までに、主星の周りを3つの太陽系外惑星が公転していることが明らかとなった。3つとも全て木星型惑星である。また、アンドロメダ座υ星は、複数の惑星を持った主系列星、複数の惑星を持った多重星系として初めて発見された。アンドロメダ座υ星Aは、NASAの地球型惑星探査計画であるTerrestrial Planet Finderの探査対象の21番目に挙げられていたが、計画は中止された。

## 距離と見え方
アンドロメダ座υ星は太陽系と比較的近い位置にある。ヒッパルコスによってアンドロメダ座υ星Aの視差が73.97ミリ秒と測定され、距離は13.52パーセクと推定された。アンドロメダ座υ星Aの等級は4.09であり、ある程度明るい空でも、アンドロメダ銀河の10度程東側に肉眼で見ることができる。暗いアンドロメダ座υ星Bは、望遠鏡を使わないと見えない。

## 連星
| 太陽 | アンドロメダ座υ星A |
| ---- | ------------------ |
| 太陽 | Exoplanet          |

アンドロメダ座υ星Aはスペクトル型F9VのF型主系列星で、太陽と比較的似ているが、より若く、重くて明るい。Geneva-Copenhagen surveyによると、年齢は約31億歳で、水素に対する鉄の量の比は太陽と近い。1.3太陽質量を持つため、寿命は太陽よりも短い。ハビタブルゾーンへ放射する紫外線の量は、太陽から地球への紫外線量とほぼ同じである。
アンドロメダ座υ星Bはスペクトル型M4.5Vの赤色矮星で、主星から750天文単位離れているが、アンドロメダ座υ星と地球の間の視線が不明であるため、2つの恒星の間の本当の距離は分からない。この星は2002年に、2MASSによるデータ収集の過程で発見された。太陽と比べ、若干小さく、かなり暗い。
ワシントン重星カタログには、双方の恒星が登録されている。

## 惑星系

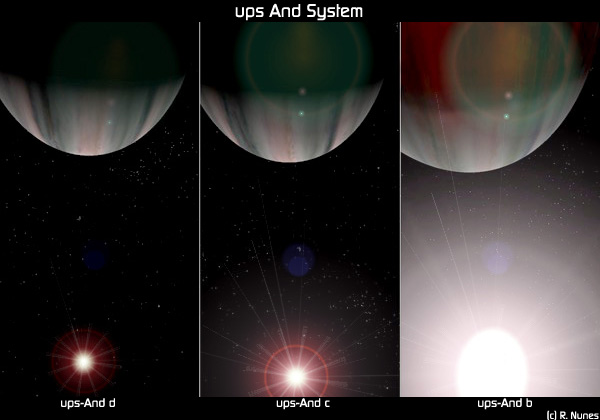
各惑星から見たアンドロメダ座υ星A。

アンドロメダ座υ星Aの最も内側の惑星は1996年にサンフランシスコ州立大学のジェフリー・マーシーとポール・バトラーが発見し、うしかい座τ星、かに座55番星の惑星とともに1997年に公表された。アンドロメダ座υ星bと名付けられた惑星は、惑星の重力による視線速度の変動の観測によって発見された。恒星から近い位置にあるために揺れが大きく、変動は比較的容易に観測できる。この惑星は、恒星の彩層の活動の活性化に影響を与えていると考えられる。
この惑星を考慮に入れても、視線速度の測定値と理論間の間にはかなりの誤差があり、他の惑星の存在が指摘された。1999年、サンフランシスコ州立大学とハーバード・スミソニアン天体物理学センターの天文学者からなる研究チームが、3つの惑星を仮定するモデルでデータがうまく説明できると結論づける研究を発表した。外側の2つの惑星は、恒星から遠くなる順に各々アンドロメダ座υ星c及びアンドロメダ座υ星dと名付けられた。2つの惑星は、冥王星を含めた太陽系のどの惑星よりも長細い軌道を持つ。また、惑星dは、ハビタブルゾーンの中に存在する。
この惑星系は同一平面上にある訳ではなく、アンドロメダ座υ星cとdの軌道傾斜角の差は35°である。2001年に行われた位置天文学的な予備観測によって、最も外側の惑星の軌道傾斜角が155.5°と測定された。しかしその後のデータ調査によって、ヒッパルコスの精度は惑星の軌道を確定するには十分でないことが示唆された。一方、最も内側の惑星の軌道傾斜角は30°-90°に確定した。この研究の詳細な結果は2008年に公表される。アンドロメダ座υ星cの軌道は、円形から長円形に、6700年の周期で振動している。小さく主星から遠くにあるため検出できない程度の他の惑星が存在する可能性については否定されないが、アンドロメダ座υ星Aから5天文単位に木星質量程度の惑星があると、系が不安定になることが分かっている。
いくつかのシミュレーションによって、系の惑星の離心率が大きいのは、外側の惑星と4番目の惑星が接近し、結果として4番目の惑星が弾き出されたか破壊されて以来、惑星cの軌道離心率が周期的に大きな値と0に近い値の間を振動する状態になっている可能性があることが示された。また別のモデルも考えることができる。
アンドロメダ座υ星Aは、太陽系のエッジワース・カイパーベルトのような恒星を取り巻く塵の円盤を持たないように見える。これは、アンドロメダ座υ星Bの摂動により、恒星系の外側の領域から物質を一掃してしまったことが原因であると考えられる。
2010年11月22日にυ星eが発見された。eはdと3:1の軌道共鳴を起こしているとされている。
| 名称 （恒星に近い順） | 質量              | 軌道長半径 （天文単位） | 公転周期 (日)  | 軌道離心率      | 軌道傾斜角 | 半径      |
| --------------------- | ----------------- | ----------------------- | -------------- | --------------- | ---------- | --------- |
| b (Saffar)            | 0.62 ± 0.09 MJ    | 0.0595 ± 0.0034         | 4.62 ± 0.023   | 0.022 ± 0.007   | ~25°       | 0.8257 RJ |
| c (Samh)              | 13.98+2.3 −5.3 MJ | 0.832 ± 0.048           | 241.26 ± 0.64  | 0.260 ± 0.079   | 7.9 ± 1°   | 2.0879 RJ |
| d (Majriti)           | 10.25+0.7 −3.3 MJ | 2.54 ± 0.15             | 1276.46 ± 0.57 | 0.299 ± 0.072   | 23.8 ± 1°  | 2.8677 RJ |
| e                     | 0.96 ± 0.14 MJ    | 5.2456 ± 0.00067        | 3848.86 ± 0.74 | 0.0055 ± 0.0004 | —          | 1.0193 RJ |

## 名称
2015年、国際天文学連合が太陽系外惑星系の固有名を募集した際、この星系も対象とされた。投票の結果、モロッコのUNAWEのパートナー団体 Vega Astoronomy Club から提案された、Titawin という固有名が付けられた。この名前は、モロッコの街テトゥアン（ベルベル語の固有名はティタウィン）の、ユネスコの世界遺産に登録された旧市街地 Medina of Tétouan (formerly known as Titawin) に由来する。同時に、惑星eを除く3惑星にも、10世紀から11世紀のアル＝アンダルス（アラブ支配下のイベリア半島）出身の天文学者から、 Saffar（イブン・アル＝サファルにちなむ）、Samh（イブン・アル＝サムフにちなむ）、Majriti（マスラマ・アル＝マジリーティーにちなむ） という固有名が付けられている。